# Joel Meyerowitz
Joel Meyerowitz (6 maart 1938) is een Amerikaanse straatfotograaf, en daarnaast ook portret- en landschapsfotograaf. 
Meyerowitz begon in 1962 met een Leica M 35mm-camera te fotograferen in de straten van New York. Hij was een vroege voorstander van het gebruik van kleur in een tijd toen er nog aanzienlijke weerstand bestond tegen het gebruik van kleur in kunstfotografie. In de vroege jaren 1970 gaf hij zijn eerste opleiding in kleurenfotografie aan de Cooper Union in New York, waar veel hedendaagse gerenommeerde kleurenfotografen studeerden.
Hij is een bewonderaar van het werk van Robert Frank en werd zelf onder meer bekend met zijn reeks foto's over de terroristische aanslagen op 11 september 2001 in New York. 

## Prijzen
- Guggenheim Fellow (tweemaal)
- National Endowment for the Arts award
- National Endowment for the Humanities award
- Deutscher Fotobuchpreis (Duitse boekenprijs) voor Aftermath
- The Royal Photographic Society's Centenary Medal and Honorary Fellowship (HonFRPS)

## Boeken
- Cape Light: Color Photographs by Joel Meyerowitz. Boston: Museum of Fine Arts, Boston, 1979. ISBN 0-87846-132-9, ISBN 0-87846-131-0
- St. Louis and the Arch. New York: New York Graphic Society, 1980. ISBN 0-82121-093-9
- Wild Flowers. Boston: Bulfinch, 1983. ISBN 0-82121-528-0
- A Summer's Day. New York: Crown, 1985. ISBN 0-81291-182-2
- Creating a Sense of Place. Washington, DC: Smithsonian Institution Press, 1990. ISBN 1560980044
- Redheads. New York, NY: Rizzoli, 1991. ISBN 0-84781-419-X
- Bay/Sky. Boston: Bulfinch Press, 1993. ISBN 0-82122-037-3
- Bystander: A History of Street Photography. With Colin Westerbeck. Boston: Bulfinch Press, 1994. ISBN 0-82121-755-0
- At the Water's Edge. Boston: Bulfinch Press, 1996. ISBN 0-82122-310-0
- Joel Meyerowitz. Tekst van Colin Westerbeck. 55. Londen: Phaidon, 2001. ISBN 0-7148-4021-1
- Tuscany: Inside the Light. New York: Barnes & Noble, 2003. ISBN 1-40274-321-1
- Aftermath. London: Phaidon, 2006. ISBN 0-71484-655-4
- Out of the Ordinary 1970-1980. Rotterdam: Episode, 2007. ISBN 90-5973-067-4
- Aftermath: World Trade Center Archive. Londen: Phaidon, 2011. ISBN 0-71486-212-6
- Legacy: The Preservation of Wilderness in New York City Parks. New York: Aperture, 2009. ISBN 1-59711-122-8
- Between the Dog and the Wolf. Kamakura, Japan: Super Labo, 2013.
- The Pleasure of Seeing. Conversations with Joel Meyerowitz on Sixty Years in the Life of Photography. Bologna: Damiani Books, 2023. ISBN 9788862087933.